# Western spaghetti
Pour les articles homonymes, voir Western (homonymie).
 Pour plus de détails, voir le corps de l'article.
L'expression western spaghetti, parfois orthographiée western-spaghetti,, aussi nommée western italien (Western all'italiana en italien), désigne les westerns produits en Italie. Le filon du western italien a été particulièrement exploité entre 1963 et 1978 avec la production de 450 films, notamment les mythiques Le Bon, la Brute et le Truand et Il était une fois dans l'Ouest. Certains films sortis depuis les années 1980, peuvent être considérés encore comme des westerns spaghettis, tels que On m'appelle Malabar en 1981 ou Un dollar pour un mort en 1998.
Ces films sont devenus populaires en tant que « westerns à l'italienne », tandis qu'aux États-Unis, on appelle ce type de production « Spaghetti Western », une expression au départ utilisée dans un sens sarcastique ou péjoratif. Encore aujourd'hui en Italie, ce terme est mal perçu. Néanmoins le genre est reconnu et plébiscité grâce à quelques films devenus mythiques, notamment ceux de Sergio Leone qui lui insufflent une nouvelle jeunesse. Au début des années 1960, le genre western était sur son déclin, et Cinecittà devint un lieu de tournage très rentable pour les Américains. Le western à l'italienne, véritable exercice de réappropriation, finit par influencer en retour le Nouvel Hollywood et toute une génération de réalisateurs à partir des années 1990.

## Caractéristiques
Si les catégories de base du western traditionnel (film d'action, qui se situe au XIXe ou au tout début du XXe siècle dans l'Ouest américain) se retrouvent bien dans la déclinaison italienne du genre, celle-ci se démarque des productions américaines typiques à plusieurs niveaux. D'abord, c'est un genre cinématographique qui n'a pas pour but de glorifier les valeurs traditionnelles fondatrices de la nation américaine. L'individualisme et l'anomie sont les piliers du monde du western spaghetti : l'ordre est réglé par le revolver, la loi est celle du plus fort. Les règlements de comptes (à cause de dettes dues ou non payées, vengeance personnelle), la violence exercée sur les femmes, le manque d'argent (pauvreté, famine) ou la possibilité de mettre la main sur un magot (vol de diligence, vol de butin à bord d'un train, vol de banque, etc.) et le sexe sont les moteurs omniprésents de l'action. Mais la plupart de ces histoires totalement dénuées de morale sont empreintes d'un humour qui fait basculer les tueries du côté du grand guignol. Les pulsions sexuelles et les excès de violence des personnages de western spaghetti sont primaires, les propos sont explicites et outranciers, la psychologie sommaire. C'est un cinéma de série B qui se veut clairement populaire, grand public, certains[Qui ?] ont même écrit « prolétaire ». Pourtant, il va engendrer quelques chefs-d'œuvre, créer un style et révolutionner le cinéma tant dans la mise en scène que dans la prise de vue ou la place de la musique dans un film[réf. souhaitée].
Il est impossible de dire qui est le créateur du western spaghetti. On pourrait tenter de parler de génération spontanée de ce genre sur les ruines d'un cinéma de péplum usé.

### Spécificités scénaristiques
Tout d'abord, le western spaghetti dépasse le schéma manichéen récurrent pour mettre en scène des personnages bien plus complexes. Il ne s'agit plus d'une lutte unilatérale des gentils cow-boys, blancs, chevaleresques et irréprochables contre les Indiens sauvages et primitifs ou les terribles bandits mexicains. Au contraire, les protagonistes des westerns spaghettis ont tout de l'antihéros. Misogynes et mal rasés, cyniques et individualistes, ils sont a priori plus prompts à dégainer pour le bien de leur portefeuille que pour se mettre au service d'une noble cause. Cependant, ces pistoleros crasseux, hirsutes, violents, bagarreurs, ivrognes, vénaux, sadiques, amoraux ont l'avantage d'être beaucoup plus crédibles que les cow-boys qui après avoir chevauché toute la journée conservent des vêtements immaculés et une coiffure impeccable. Les femmes, bien que jouant un rôle secondaire, ne sont pas à négliger. Elles sont bien souvent des prostituées (ou d'ex-prostituées), elles fument le cigare, boivent du whisky et savent généralement se défendre contre les assauts libidineux des aventuriers à l'hygiène corporelle sommaire voire quasiment inexistante. La violence est omniprésente, on trouve des scènes de duels et de rixes mais aussi des scènes de tabassages, de pendaisons et de mutilations. À la différence des westerns traditionnels, le sang coule et la cruauté est généralement bien répartie entre les bons et les méchants. À la palette spatiale traditionnelle le western spaghetti ajoute un nouveau lieu : la maison close, car les pulsions sexuelles des personnages ne sont pas niées. Du point de vue de la physionomie, si les anti-héros ont des têtes abominables, les méchants n'ont rien à leur envier : ils sont plus terrifiants et grotesques que les héros, sont dotés de tares diverses et variées (strabisme divergeant, gibbosité, scarification…)[réf. souhaitée].
Il ne faudrait toutefois pas se réduire à ne voir en eux que des opportunistes prêts à tous les coups bas. En fait, en s'éloignant de l'archétype du héros sans peur et sans reproche, le western spaghetti rend ses personnages bien plus humains, et foncièrement sympathiques malgré tous leurs défauts. En alternative à l'opposition blanc/noir traditionnelle, le western spaghetti propose une palette de gris bien plus complexe, et qui laisse une latitude bien plus grande à la psychologie des personnages. Cette tendance avait déjà émergé dans le western traditionnel dans des films tels que Vera Cruz[réf. souhaitée].
L'humour n'est pas étranger au western spaghetti, c'est généralement un humour noir voire macabre. Par exemple, dans Le Bon, la Brute et le Truand, Sentenza, devenu sergent dans un camp de prisonniers, régale Tuco et lui demande s'il aime la musique. Celui-ci répond que ça aide à digérer, alors Sentenza fait jouer l'orchestre puis le fait tabasser par son second, Wallace. Ensuite, Sentenza, allumant calmement sa pipe, demande à Tuco si ça l'aide à digérer.
Certains films spaghetti de série B sont bâtis sur le mode de la comédie de situation. Dans Un génie, deux associés, une cloche, la majorité des scènes sont prétextes à des situations loufoques ; particulièrement le duel entre Terence Hill et Klaus Kinski (qui est en fait une parodie de duel) et la scène du bordel (où les prostituées et les clients chantent un cantique)[réf. souhaitée].

### Spécificités esthétiques
Esthétiquement, le western spaghetti se définit sous l'influence décisive de Sergio Leone par des angles de caméra très largement ouverts sur des paysages imposants, mais aussi par l'utilisation de cadrages originaux et très expressifs (comme des contre-plongées, l'encadrement de la scène dans des fenêtres ou des cordes de potence, etc.) ou des cadrages très serrés (gros plan sur un regard, une main sur la détente d'un revolver…). La musique de film joue également un rôle très important : lente et rythmée, elle s'accélère progressivement pour faire monter l'intensité dramatique lorsque le scénario le réclame. Le western spaghetti a, sans conteste, fourni quelques-unes des plus belles bandes originales du septième art sous la direction d'Ennio Morricone. Parmi les poncifs du genre et sous l'influence une fois de plus de Sergio Leone, il y a encore les longues scènes de duels, lentes et dramatiques, soutenues par une musique lancinante à souhait, avec des successions de gros plans sur les protagonistes. Quelques exemples types :
- la confrontation du cimetière entre Blondin, Sentenza et Tuco dans Le Bon, la Brute et le Truand ;
- la marche savamment orchestrée de Frank dans Il était une fois dans l'Ouest ;
- le duel des barrières dans Le Grand Duel ;
- le repas dans la diligence au début du film Il était une fois la révolution ;
- le « faux duel » entre Personne et Jack Beauregard dans Mon nom est Personne.

Dans quelques films, l'usage de flashback permet de mieux cerner les personnages ou de livrer une information capitale sur l'un des héros. Mais Sergio Leone, metteur en scène aussi méticuleux qu'inventif, nous gratifie de flashback dont la construction et la technique viennent rajouter du mystère ou intensifier la dramaturgie[réf. souhaitée].
Dans Et pour quelques dollars de plus, le flashback relate le viol par Indio de la sœur de Mortimer. La scène, totalement muette, est découpée en trois, depuis le moment où Indio aperçoit la sœur de Mortimer et son jeune mari dans leur chambre, jusqu'au moment où elle se donne la mort. Les images sont accompagnées d'une musique déformée pour rendre le caractère confus de ce souvenir qui hante Indio dans ses moments de délire. La scène relate la nuit de noces au cours de laquelle la sœur de Mortimer et son jeune mari s'échangent deux montres dorées, l'intrusion d'Indio dans la chambre nuptiale, l'assassinat du jeune homme, puis le viol. Tout le mystère est dans ces deux montres musicales ce qui donne à la musique d'Ennio Morricone une importance capitale.
Dans Il était une fois dans l'Ouest, le flashback décrit l'assassinat par Franck du frère de l'Harmonica. Sergio Leone choisit de découper à nouveau la scène unique de flashback en quatre temps. Le secret de l'homme à l'harmonica ne sera dévoilé qu'à la fin de longues séquences tournées au ralenti et avec une focale totalement floue qui va s'ajuster progressivement pour nous montrer le visage encore jeune de Franck qui, tout sourire, s'apprête à faire exécuter le frère de l'Harmonica. Elle se termine en apothéose au son de l'harmonica. Le ralenti permet à la musique de rendre toute l'intensité de l'émotion dans une durée supérieure à celle de la réalité.
Dans Il était une fois la révolution, Sergio Leone innove encore. En effet, il livre un flashback morcelé dont les images, nettes de bout en bout cette fois, comportent deux scènes distinctes : la première montre l'amour entre Sean et sa fiancée, et l'amitié de Sean avec son compagnon d'armes dans l'I.R.A. ; la deuxième montre la trahison de cet ami que Sean tue au moment où il est dénoncé et explique les raisons de sa fuite pour l'Amérique. Là encore, le ralenti est choisi pour laisser le thème de Sean, au tempo lent, intensifier la dramaturgie de l'action dans une dilatation du temps habituelle chez Sergio Leone[réf. souhaitée].

### Musiques
Les western spaghetti s'illustrent aussi par un genre particulier de musiques, qui détonnent beaucoup au regard de celles du western traditionnel. Comme dans le reste de son esthétique, le western spaghetti marque cette différence par des thèmes plus 'clichés' ou plus entraînants, d'autres plus froids et menaçants et certains plus amples et plus lyriques ; le tout faisant preuve d'une étonnante inventivité et d'une fraîcheur encore intacte, quand certains des films se sont démodés. Ennio Morricone culmine dans ce domaine. Il composera toutes les musiques des westerns de Sergio Leone. Avec Ennio Morricone la musique de film prend une dimension insoupçonnée jusqu'alors. On y trouve les composantes habituelles : parties lyriques destinées à magnifier l'action et les images, musique ambientale ou narrative pour accompagner les scènes sans dialogues ou pour renforcer les scènes d'intrigue ou de suspense. Mais il fait deux apports majeurs dans la bande son d'un film : la ponctuation sonore, et l'association des personnages à des thèmes musicaux. Pour la ponctuation Ennio Morricone va utiliser des instruments jusque-là peu usités dans le western traditionnel tels que la guimbarde, les carillons ou la flute de Pan. Un petit jingle au moment où le héros replace son cigare dans la bouche, les chœurs masculins ponctuant un scherzo sur une chevauchée ou à la fin d'une séquence sont autant de broderies musicales qui donnent tantôt du relief, tantôt une pointe d'humour à l'action. L'association thème musical - personnage est criante dans la trilogie des Il était une fois. Le banjo et l'harmonica restent à jamais associés aux personnages de Cheyenne et de l'homme sans nom d'Il était une fois dans l'Ouest ou encore le thème d'Amapola au personnage de Deborah dans Il était une fois en Amérique.
Mais Ennio Morricone est l'arbre qui cache la forêt dans laquelle on trouve des compositeurs parmi lesquels il faut citer Bruno Nicolai, Francesco De Masi, Stelvio Cipriani, Roberto Pregadio, Luis Bacalov, Marcello Giombini.

### Films, acteurs et réalisateurs
C'est sans conteste le réalisateur Sergio Leone qui a définitivement marqué le genre, avec sa Trilogie du dollar - Pour une poignée de dollars, Et pour quelques dollars de plus et Le Bon, la Brute et le Truand - et avec Il était une fois dans l'Ouest. D'autres réalisateurs ont toutefois signé des œuvres de qualité, tels Sergio Corbucci avec Navajo Joe, Django ou Le Grand silence, et Sergio Sollima avec Colorado ou Le Dernier Face à face. On parle d'ailleurs parfois des trois Sergio[réf. souhaitée].

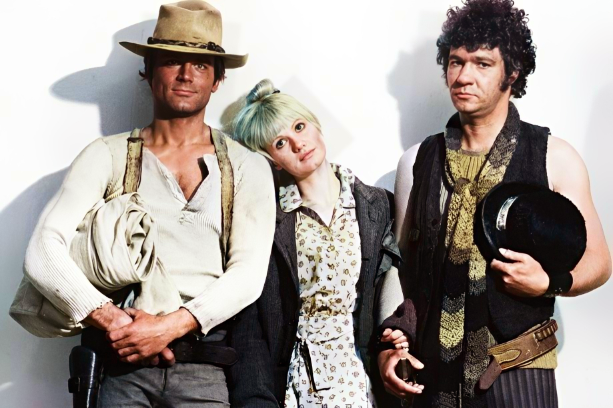
La comédie est souvent exploitée pour le genre. Terence Hill, Miou-Miou et Robert Charlebois en Italie, pour le tournage du film Un génie, deux associés, une cloche, en 1975.

D'autres cinéastes italiens voire étrangers, de plus ou moins grande réputation, se sont illustrés dans le genre : Giacomo Puccini qui crée avec son opéra La fanciulla del West le premier western spaghetti en 1910, Giorgio Ferroni, Duccio Tessari, Damiano Damiani, Tonino Valerii, Carlo Lizzani, Robert Hossein… Des acteurs aussi éclectiques que Franco Nero, Giuliano Gemma (sous le pseudonyme de Montgomery Wood) et George Hilton seront toujours associés aux séries Django et Ringo ; plus tard Mario Girotti alias Terence Hill orientera le genre vers une franche parodie - cela ne l'empêche pas d'interpréter le superbe Mon nom est Personne de Valerii.
Outre les italiens Fabio Testi, Franco Interlenghi, Gian Maria Volonté entre autres, des acteurs prestigieux venus de toute l'Europe tournent des westerns italiens : Jean-Louis Trintignant, Terence Stamp, Lou Castel, Fernando Rey, Klaus Kinski, Serge Marquand, Michèle Mercier, Ringo Starr… Bien sûr les parrains américains sont là : Henry Fonda, Lee Van Cleef, Jack Palance, mais de nombreuses autres vedettes de Hollywood ont fait des apparitions spaghettis : Clint Eastwood qui doit sa gloire au genre, Karl Malden, l'éclectique John Philip Law, Joseph Cotten, Harry Carey Jr., Eli Wallach, le cinéaste Sam Peckinpah, Lionel Stander, Woody Strode, Orson Welles, Yul Brynner, John Ireland, Charles Bronson, Jason Robards, James Coburn, Rod Steiger, Farley Granger, Steve Kanaly (futur cowboy de la série Dallas)…
Les personnages des westerns spaghettis sont majoritairement masculins, mais certaines actrices comme Isa Miranda, Laura Betti ou Giovanna Ralli tourneront de nombreux films. L'un des rares films avec une héroïne est Jarretière Colt avec Nicoletta Machiavelli.
Tous les acteurs de ce cinéma (auteurs, réalisateurs, techniciens, décorateurs et accessoiristes, photographes, interprètes) se concertent pour, dans les meilleurs des cas, donner des œuvres étranges et sombres, des héros mystérieux, d'une humanité exemplaire (sous des dehors parfois brutaux ou effrayants) ou peu sympathiques mais au charisme irrésistible. Le western italien est un terrain de jeu idéal, un jeu de massacre et un jeu de miroirs, un jeu de séduction et de dupe, qui touche souvent au fantastique par des décors originaux, des couleurs saturées, une action parfois décousue et un goût de la surprise qui évoque le roman feuilleton (une mitrailleuse dans un cercueil est une astuce digne de Fantômas)[réf. nécessaire].
Héritier du péplum (quelques acteurs se reconvertissent, comme Jacques Sernas) dans une certaine mesure (Sergio Leone, Giorgio Ferroni, Duccio Tessari, Mario Bava se sont essayés aux deux genres) et cousin du giallo (dans lequel Fulci, Valerii et Bazzoni ont aussi donné), le western italien tient à la fois de l'exercice de style aux limites du surréalisme, du théâtre de Grand-Guignol (un tueur devient une attraction de cirque), voire de la farce, et d'une thérapie jouissive sur le thème de Thanatos exécutée dans l'humour et une certaine méchanceté qui rappelle le cinéma italien classique, entre ironie et constat (films psychologiques, comédies ou non, également tournés par Damiani et Lizzani)[réf. souhaitée].

### Lieux
Les westerns spaghettis ont principalement été tournés dans le désert de Tabernas dans la région d'Almería en Espagne. Doté d'espaces vierges de présence humaine et ressemblant aux paysages de l'Arizona ou du Nevada avec des conditions météos exceptionnelles, des steppes, des dunes, des ravins, des collines et des canyons. La main-d'œuvre bon marché et la facilité d'accès à quelques kilomètres de grandes villes ont fini de convaincre les réalisateurs de ce style cinématographique à privilégier le désert espagnol aux plaines américaines.
Texas Hollywood situé à Tabernas dans le désert est l'un des trois poblados (villages) de western encore en activité (il y en avait à la grande époque jusqu'à 14). Les deux autres ne sont plus utilisés qu'à usage strictement touristique et sont Mini Hollywood (avec un zoo) et Western Leone. Les autres sont laissés à l'abandon.

## Films majeurs et autres
- 1963
  - Duel au Texas de Ricardo Blasco avec Richard Harrison, Giacomo Rossi Stuart, Micaela Rodríguez Cuesta
  - La Griffe du coyote de Mario Caiano
- 1964
  - Mon colt fait la loi de Mario Caiano
  - Le Justicier du Minnesota de Sergio Corbucci
  - Quatre Balles pour Joë d'Agustín Navarro (es)
  - Pour une poignée de dollars de Sergio Leone
- 1965
  - Adiós gringo de Giorgio Stegani
  - Buffalo Bill, le héros du Far-West de Mario Costa
  - Et pour quelques dollars de plus de Sergio Leone
  - Le Dollar troué de Giorgio Ferroni
  - Un pistolet pour Ringo de Duccio Tessari
  - Le Retour de Ringo de Duccio Tessari
- 1966
  - Arizona Colt de Michele Lupo
  - Colorado de Sergio Sollima
  - Django de Sergio Corbucci
  - Django tire le premier de Alberto De Martino
  - El Chuncho de Damiano Damiani
  - Le Bon, la Brute et le Truand de Sergio Leone
  - Johnny Colt de Giovanni Grimaldi
  - Le Temps du massacre de Lucio Fulci
  - Les Tueurs de l'Ouest de Eugenio Martin
  - Navajo Joe de Sergio Corbucci
  - Quelques dollars pour Django de León Klimovsky
  - Ringo au pistolet d'or de Sergio Corbucci
  - Texas Adios de Ferdinando Baldi
  - Trois Cavaliers pour Fort Yuma de Giorgio Ferroni
- 1967
  - Dieu pardonne... moi pas ! de Giuseppe Colizzi
  - Gentleman Killer (Gentleman Jo... uccidi) de Giorgio Stegani
  - Je vais, je tire et je reviens d'Enzo G. Castellari
  - Killer Kid (film, 1967) de Leopoldo Savona
  - L'Homme, l'Orgueil et la Vengeance de Luigi Bazzoni
  - La mort était au rendez-vous de Giulio Petroni
  - Le Dernier Face à face de Sergio Sollima
  - Le Dernier Jour de la colère de Tonino Valerii
  - Le Jour de la haine de Giovanni Fago
  - Le Temps des vautours de Romolo Guerrieri
  - Les Cruels de Sergio Corbucci
  - T'as le bonjour de Trinita de Ferdinando Baldi
  - Tire encore si tu peux de Giulio Questi
  - Tue et fais ta prière de Carlo Lizzani
  - Wanted de Giorgio Ferroni
- 1968
  - À genoux, Django de Gianfranco Baldanello
  - Avec Django, la mort est là de Antonio Margheriti
  - Chacun pour soi de Giorgio Capitani
  - Ciel de plomb de Giulio Petroni
  - Cinq Gâchettes d'or de Tonino Cervi
  - Django porte sa croix de Enzo G. Castellari
  - Django, prépare ton cercueil ! de Ferdinando Baldi
  - Il était une fois dans l'Ouest de Sergio Leone
  - Je vends cher ma peau de Ettore Maria Fizzarotti
  - Le Grand Silence de Sergio Corbucci
  - Le Mercenaire de Sergio Corbucci
  - Les Quatre de l'Ave Maria de Giuseppe Colizzi
  - Pas de pitié pour les salopards de Giorgio Stegani
  - Pistolets pour un massacre de Umberto Lenzi
  - Jarretière Colt de Gian Andrea Rocco
  - Sartana de Gianfranco Parolini
  - Saludos hombre de Sergio Sollima
  - Sentence de mort de Mario Lanfranchi
  - Sept Winchester pour un massacre de Enzo G. Castellari
  - Trois pour un massacre de Giulio Petroni
  - Tuez-les tous... et revenez seul ! de Enzo G. Castellari
- 1969
  - Cinq hommes armés de Don Taylor
  - La Colline des bottes de Giuseppe Colizzi
  - La Corde au cou de Sergio Garrone
  - La Loi de la violence de Gianni Crea
  - Le Dernier des salauds (Les pistoleros de l'Ave-Maria) de Ferdinando Baldi
  - Le Spécialiste de Sergio Corbucci
  - Mort ou vif... de préférence mort de Duccio Tessari
  - Sabata de Gianfranco Parolini
  - Texas de Tonino Valerii
  - Trois pour un massacre de Giulio Petroni
  - Une corde, un Colt... de Robert Hossein
- 1970
  - Adios Sabata de Gianfranco Parolini
  - Arizona se déchaîne de Sergio Martino
  - Bonnes funérailles, amis, Sartana paiera de Giuliano Carnimeo
  - Une traînée de poudre, les pistoleros arrivent de Giuliano Carnimeo
  - Ciak Mull de Enzo Barboni
  - Compañeros de Sergio Corbucci
  - Django arrive, préparez vos cercueils de Giuliano Carnimeo
  - Django et Sartana de Demofilo Fidani
  - Et le vent apporta la violence de Antonio Margheriti
  - Le Colt du révérend de León Klimovsky
  - On l'appelle Trinita de Enzo Barboni
  - Roy Colt e Winchester Jack de Mario Bava
- 1971
  - Black Killer de Carlo Croccolo
  - Blindman, le justicier aveugle de Ferdinando Baldi
  - Et viva la révolution ! de Duccio Tessari
  - Il était une fois la révolution de Sergio Leone
  - Son nom est Pote de Lucio Giachin et Demofilo Fidani
  - Le Retour de Sabata de Gianfranco Parolini
  - Les Quatre Mercenaires d'El Paso de Eugenio Martín
  - On continue à l'appeler Trinita de Enzo Barboni
  - On m'appelle King de Giancarlo Romitelli
  - Priez les morts, tuez les vivants de Giuseppe Vari
  - Quand les colts fument... on l'appelle Cimetière de Giuliano Carnimeo
- 1972
  - Amigo, mon colt a deux mots à te dire de Maurizio Lucidi
  - Et maintenant, on l'appelle El Magnifico de Enzo Barboni
  - Far West Story de Sergio Corbucci
  - La Horde des salopards de Tonino Valerii
  - Le Grand Duel de Giancarlo Santi
  - Los Amigos de Paolo Cavara
  - Mon nom est Shanghai Joe de Mario Caiano
  - Mais qu'est-ce que je viens foutre au milieu de cette révolution ? de Sergio Corbucci
  - On m'appelle Providence de Giulio Petroni
- 1973
  - Mon nom est Personne de Sergio Leone et Tonino Valerii
- 1974
  - La Brute, le Colt et le Karaté de Antonio Margheriti
  - Mon nom est Trinita de Ferdinando Baldi
- 1975
  - La Chevauchée terrible de Antonio Margheriti
  - Les Quatre de l'apocalypse de Lucio Fulci
  - Un génie, deux associés, une cloche de Damiano Damiani
  - Le Blanc, le Jaune et le Noir de Sergio Corbucci
  - Zorro de Duccio Tessari
- 1976
  - Keoma de Enzo G. Castellari
- 1977
  - Adios California de Michele Lupo
  - Mannaja de Sergio Martino
- 1978
  - Selle d'argent (Sella d'argento) de Lucio Fulci
  - China 9, Liberty 37 de Monte Hellman

## Premières critiques
Le genre a été très mal accueilli, la critique l'ignorait, les distributeurs se croyant obligés d'américaniser les génériques. En fait, pour certains[Qui ?], faire un western en dehors des États-Unis s'apparentait à un sacrilège. Ainsi Jean Gili : 

« Le western italien n'est qu'un sous-produit frelaté dont le développement correspond aux seules ambitions mercantiles. »

Certains réalisateurs de westerns spaghetti eux-mêmes comme Damiano Damiani ont rejeté le terme de « western » :

« El Chuncho n'est pas un western. Le western appartient à la culture protestante nord-américaine. Si on quitte cette culture, on ne fait plus un western. Dire qu'un film qui se passe au Mexique est un western montre que vous n'avez rien compris. El Chuncho est un film sur la révolution mexicaine, qui se passe pendant la révolution mexicaine, donc c'est clairement un film politique et rien d'autre »

— Damiano Damiani

## Le western zapata
Le western zapata (nommé d'après le révolutionnaire mexicain Emiliano Zapata (1879-1919)) ou western révolutionnaire est un genre florissant du cinéma italien dans la seconde partie des années 1960. Il s'agit de westerns politiques centrés sur la révolution mexicaine (1910-1920) qui documente l'exploitation des péons par les grands propriétaires. Ces films sont aussi le reflet de l'Italie de l'époque, écartelé entre le sud pauvre et le nord en plein essor économique. Plus généralement, le western zapata véhicule parfois les valeurs du tiers-mondisme et d'anti-impérialisme vis-à-vis de l'ingérence des États-Unis au Viêt-Nam, en Amérique du Sud et ailleurs.
À l'instar des westerns spaghetti, les westerns zapata est souvent structuré par l'antagonisme entre deux personnages très différents. Selon Jean-François Rauger, « On a dans ces films deux figures de l’Italien des années 1960 [...] D'un côté, le chasseur de primes qui ne bosse que pour l'argent et de l'autre, l'homme du peuple, encore inconscient de sa mission politique, et qui va apprendre par la praxis qu'il est en fait au cœur d'un projet révolutionnaire ».
Le premier était El Chuncho (1966) de Damiano Damiani, suivi de la trilogie de Sergio Sollima : Colorado (1966), Le Dernier Face à face (1967) et Saludos hombre (1968).
El mercenario (1968), Compañeros (1970) et Mais qu'est-ce que je viens foutre au milieu de cette révolution ? (1972) de Sergio Corbucci ainsi que Trois pour un massacre (1969) de Giulio Petroni sont également des marqueurs du genre.
Dans Il était une fois la révolution (1971), Leone s'inscrit en même temps dans la continuité du western zapata tout en accentuant sa critique du romantisme révolutionnaire.

## Après le succès
Baroque et caricatural par essence, le western spaghetti abandonne peu à peu son aspect politique et violent pour adopter une forme plus légère avec les pochades burlesques de Terence Hill et Bud Spencer.
À la fin des années 1970, le genre s'essouffle et l'on ajoute des ingrédients d'autres provenances pour essayer de le relancer, ainsi les mélanges avec les films d'arts martiaux - appelés dans le milieu de la critique cinématographique le western soja - ont donné Mon nom est Shangaï Joe (Mario Caiano, avec Klaus Kinski), ou La Brute, le Colt et le Karaté (Antonio Margheriti), dont on note des remakes dans les années 2000 : Shanghai Kid avec Jackie Chan.
Clint Eastwood a été particulièrement influencé par le western spaghetti ; dans ses films, on retrouve des personnages complexes. Dans Josey Wales hors-la-loi, il campe un ancien fermier dont la ferme a été détruite et la famille massacrée par une milice pro-nordiste ; ce fermier rejoindra une milice pro-sudiste et refusera la paix (dans le western traditionnel, on tait volontairement les exactions commises par les soldats de l'Union pendant la guerre de Sécession). Dans Impitoyable (dédié à Sergio et à Don), il est un ancien tueur qui reprend du service, le shérif de Big Whiskey est un sadique qui prend plaisir à tabasser les délinquants (alors que, dans le western traditionnel, le shérif est toujours un brave défenseur de la loi). Dans L'épreuve de force, il joue un policier alcoolique qui doit convoyer une prostituée, témoin dans un procès.
Le genre continue d'influencer des générations de cinéastes [réf. nécessaire]:
Quentin Tarantino (Django Unchained ), Sam Raimi (Mort ou vif), Álex de la Iglesia (800 balles) ou Christopher McQuarrie (Way of the Gun).
En 2004, le film Hidalgo était encore une transposition du western en d'autres horizons, mais le titre analogue de western couscous ne lui conviendrait pas.
Le genre a aussi laissé sa patte dans le monde du jeu vidéo. Le jeu Outlaws de Lucas Arts, sorti en 1997 en est un premier exemple, doté d'une bande-originale digne des meilleurs westerns spaghettis. D'autres jeux encore sont sortis par la suite, très influencés par le genre, tels que Call of Juarez et ses suites, ou Red Dead Revolver, développé par Rockstar Games, dont les thèmes musicaux sont d'authentiques bandes originales de films. Une suite de ce jeu est sortie en 2010, appelée Red Dead Redemption, véritable bijou vidéoludique plébiscité par la critique spécialisée et élu plusieurs fois jeu de l'année 2010.
Plébiscité par la presse spécialisée, le western spaghetti a aussi influencé la bande dessinée. Des séries telles que Mac Coy, Durango (dont le premier album est un remake du Grand Silence), Bouncer, Colt Walker (dont le héros emprunte ses traits à Clint Eastwood) proposent des personnages ambigus qui dépassent le clivage manichéen bons/méchants.